# PiHKAL
PiHKAL: A Chemical Love Story — книга Александра Шульгина и его жены Энн, изданная в 1991 году. Предметом работы являются психоактивные вещества — фенилэтиламин и его производные, в частности, те, которые могут быть психоделиками и/или эмпатогенами. Оригинальное название «PiHKAL» является акронимом, который означает «Phenethylamines I Have Known And Loved» (Фенилэтиламины, которые я узнал и полюбил).

## Содержание
Книга состоит из двух частей: Love Story (с англ. — «история любви») и Chemical Story (с англ. — «химическая история»). В первой части содержится биография и описание отношений Александра и Энн, под псевдонимами «Шура» и «Элис», а во второй — научные описания синтеза более 200 психоактивных фенэтиламинов (большинство из которых синтезировал лично Шульгин), а также их дозировки, описание эффектов и прочие комментарии.

## Издание и переводы
В 2003 году на русском языке издана первая часть PiHKAL под названием «Фенилэтиламины, которые я узнал и полюбил». Вскоре после издания книга исчезла с прилавков магазинов в связи с запретом ФСКН, усмотревшей в ней пропаганду наркотиков. Официально издавалась на русском языке только первая часть.
Существует любительский вариант перевода первой части «Фенилэтиламины, которые я узнал и полюбил: История химии и любви», а также любительский перевод второй части.
Вторая часть была выложена Шульгиным в открытый доступ на Erowid, в то время как первая часть была доступна только в виде печатного издания.
В 1997 году вышла книга TiHKAL, посвящённая триптаминам и являющаяся продолжением данной.